# Britton Johnsen
Britton Weaver Johnsen, (nacido el 8 de julio de 1979 en  Salt Lake City, Utah) es un exjugador de baloncesto estadounidense. Con 2.08 metros de estatura, jugaba en la posición de ala-pívot. 

## Trayectoria profesional
- Orlando Magic (2003)
- Fayetteville Patriots (2003-2004)
- Orlando Magic (2004)
- Indiana Pacers (2004)
- Idaho Stampede (2004-2005)
- Club Baloncesto Lucentum Alicante (2005-2006)
- Panellinios BC (2006)
- Pau-Orthez (2006-2007)
- Utah Flash (2008)
- Galatasaray (2008)
- PAOK Salónica BC (2008-2009)
- Panellinios BC (2009-2010)
- Quilmes Mar Plata (2011)